# 阿雷佐的喀迈拉

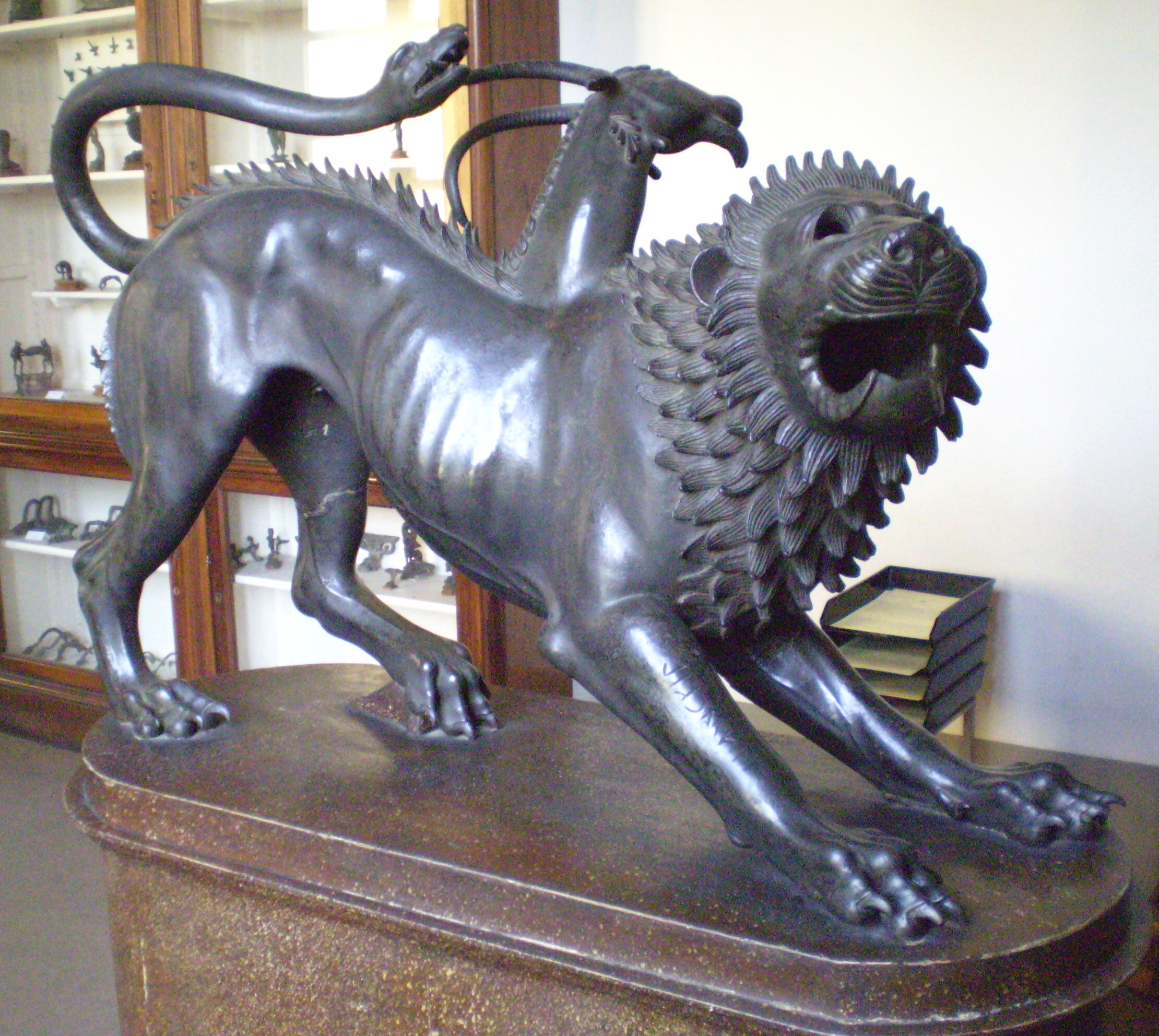
伊特魯里亞人的阿雷佐的喀迈拉銅像

阿雷佐的喀迈拉（意大利语：Chimera di Arezzo）銅像是意大利中西部古國伊特鲁里亞最著名的藝術品之一，尺寸大約80厘米高（32寸）。它在1553年11月15日因為要興建美第奇家族城堡，於現今托斯卡納區中的古代伊特魯里亞及羅馬城的阿雷佐被掘出，而且很快因為托斯卡納大公美第奇家族的要求而成了其收藏品，科西莫一世將它置於維吉歐宫殿（Palazzo Vecchio）的良十世廳展出，之後則移到碧堤宮（Palazzo Pitti）的書房（studiolo）裏。根據本韋努托·切利尼（Benvenuto Cellini）的自傳記載，科西莫一世最愛拿著金匠的工具去清潔它。在1718年此銅像被移到烏菲茲美術館，現今它則和其他古董銅器保存在佛羅倫斯的考古博物館內。
阿雷佐的喀迈拉的年份被推斷是在西元前6世紀末到西元前5世紀前十年間.
在希臘神話中，怪物喀邁拉為堤豐和厄喀德那所生，獅頭、羊身、蛇尾，為害其家園吕基亚，直到被柏勒罗丰（希臘神話中騎著飛馬珀伽索斯的英雄）殺死。這銅像在阿雷佐發現，是一件公認的攙合現實和神話的藝術品。其毒蛇造型的尾巴早已遺失，部份銅碎片被帶到佛羅倫薩，曾由喬爾喬·瓦薩里修復該段尾巴，而目前的銅尾巴是於18世紀修復的。
喀邁拉是其中一件在古代時期基於安全理由而被埋藏的青銅器瑰寶。它是在Porta San Laurentino的城牆外挖戰壕時被意外發現。目前有一件複製品青銅像在現場附近。
其右前肢刻有的銘文有不同的解讀方法，但大多數人認為是「TINSCVIL」，表示該銅像是獻給伊特魯立亞神話中掌管天空的主神提尼亞（Tinia）的聖物。